# Walter Hainer
Walter Hainer (* 3. Oktober 1961 in Dornwang bei Dingolfing) ist ein ehemaliger deutscher Fußballspieler auf der Position eines Abwehrspielers.
Er absolvierte unter anderem für den TSV 1860 München drei Spiele in der Fußball-Bundesliga.

## Leben
Hainer wurde in seiner ersten Zeit beim TSV 1860 München in der Saison 1980/81 dreimal in der Fußball-Bundesliga eingesetzt. Nachdem nur der 16. Tabellenplatz erreicht wurde, woraus der Abstieg in die 2. Bundesliga resultierte, kam er dort in der Saison 1981/82 zu 24 Einsätzen für den TSV. Später wechselte er zur SpVgg Landshut. Im Sommer 1989 kehrte er zum mittlerweile drittklassigen TSV 1860 München zurück und wurde dort nach dem gleich zu Beginn geglückten Wiederaufstieg in die 2. Bundesliga in 26 Zweitligaspielen eingesetzt. Nach der Saison wurden sie in der Abstiegsrunde Vierter, womit sie zusammen mit dem Hallescher FC (Platz 5) und Rot-Weiß Erfurt (Platz 6) den Klassenerhalt verpassten. Walter Hainer wechselte 1992 zum SSV Jahn Regensburg und beendete nach der Saison 1992/93 seine Karriere. Insgesamt absolvierte er in seiner Karriere acht Spiele im DFB-Pokal.

## Familie
Sein älterer Bruder ist Herbert Hainer.